# Kalle Kriit
Kalle Kriit (ur. 13 listopada 1983 w Tartu) – estoński kolarz górski i szosowy, srebrny medalista mistrzostw Europy MTB.

## Kariera
Największy sukces w karierze Kalle Kriit osiągnął w 2009 roku, kiedy zdobył srebrny medal w maratonie podczas mistrzostw Europy MTB w Zoetermeer. W zawodach tych wyprzedził go jedynie jego rodak, Allan Oras, a trzeci był kolejny Estończyk, Caspar Austa. Kriit startuje także w wyścigach szosowych, jest między innymi wielokrotnym medalistą mistrzostw Estonii. W 2010 roku brał udział w Giro d'Italia, kończąc wyścig na 98. miejscu w klasyfikacji generalnej. Nigdy też nie startował na igrzyskach olimpijskich.